# Zygfryda
Zygfryda – żeńskie imię germańskie, żeński odpowiednik imienia Zygfryd. Wywodzi się od słów sigu i fridu oznaczających zwycięstwo i pokój, a zatem imię to może oznaczać „zaprowadzająca pokój dzięki zwycięstwu”. Patronami tego imienia są św. Zygfrydowie.   
Zygfryda imieniny obchodzi: 
- 15 lutego, jako wspomnienie św. Zygfryda z Växjö, jednego z patronów Szwecji,
- 22 sierpnia, jako wspomnienie św. Zygfryda, opata z Wearmouth,
- 27 listopada, jako wspomnienie św. Zygfryda, biskupa Carpentras[2].

Odpowiedniki w innych językach:
- język niemiecki – Siegfriede[3]
- język włoski – Sigfrida